# Astronia macrophylla
Astronia macrophylla är en tvåhjärtbladig växtart som beskrevs av Carl Ludwig von Blume. Astronia macrophylla ingår i släktet Astronia och familjen Melastomataceae. Inga underarter finns listade i Catalogue of Life.